# Bäckfjärdens naturreservat
Bäckfjärdens naturreservat är ett naturreservat i Skellefteå kommun i Västerbottens län.
Området är naturskyddat sedan 2024 och är 47 hektar stort. Reservatet ligger sydost om Bureå vid norra delen av Bäckfjärden och består av strandnära naturskog med grandominerade barrblandskogar och skyddsvärda marina miljöer.